# Heinrich Mann
Luiz (Ludwig) Heinrich Mann (Lubeca, Imperio alemán; 27 de marzo de 1871-Santa Mónica; 11 de marzo de 1950) fue un escritor alemán que destacó por sus novelas de temática social. Sus ataques contra una sociedad cada vez más autoritaria y militarista le llevaron al exilio en 1933.

## Biografía

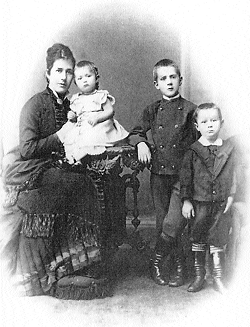
Júlia da Silva Bruhns con su hija Julia e hijos Heinrich y Thomas, 1880.

Nació en Lübeck, era el primogénito de Thomas Johann Heinrich Mann y Julia da Silva Bruhns, y hermano mayor de Thomas Mann, con quien mantuvo una rivalidad de por vida. La familia Mann era una acomodada familia de comerciantes de grano de la hanseática ciudad Libre de Lübeck. Tras la muerte de su padre, su madre se mudó con su familia a Múnich, donde Heinrich comenzó su carrera como freier Schrifsteller (escritor libre). En 1914 se casó con una actriz checa, Maria «Mimi» Kanova. Se divorciaron en 1930. Mimi, al ser judía, murió a consecuencia de una detención de cinco años en el gueto nazi de Theresienstadt.

## Vida y obras
El ensayo de Mann sobre Émile Zola y la novela Der Untertan (El súbdito), publicados entre 1912 y 1918, le granjearon mucho respeto durante la República de Weimar en los círculos de izquierdas, ya que demostraban la postura antibelicista y derrotista del autor durante la Primera Guerra Mundial, y porque esta última satirizaba la sociedad imperial alemana; tanto la novela como el ensayo se convirtieron en un importante impulso para que Thomas Mann escribiera Reflexiones de un hombre apolítico, una obra en la que apoyaba los esfuerzos del Imperio alemán en la guerra y condenaba a Heinrich como uno de los «literatos de la civilización» (Zivilisationsliteraten), los escritores que sirvieron a Occidente en su lucha contra la «cultura» alemana; Más tarde Thomas calificó la novela de ejemplo de «calumnia nacional» y «esteticismo despiadado», mientras que la novela tuvo admiradores como Kurt Tucholsky. Durante la revolución, Heinrich se convirtió en uno de los principales partidarios de Kurt Eisner, un revolucionario socialdemócrata que proclamó a Baviera una república socialista; tras el asesinato de Eisner a manos de un activista de extrema derecha, Mann habló en el funeral de Eisner.
Más tarde, en 1930, su libro El profesor Unrat fue adaptado libremente a la película Der Blaue Engel (El ángel azul). Carl Zuckmayer escribió el guion y Josef von Sternberg fue el director. Mann quería que su amante, la actriz Trude Hesterberg, interpretara el papel femenino principal como la «actriz» Lola Lola (llamada Rosa Fröhlich en la novela), pero Marlene Dietrich obtuvo el papel, su primer papel sonoro. La película la ayudó a triunfar, incluso en Hollywood, y se convirtió en un icono de la historia del cine.
Junto con Albert Einstein y otras celebridades durante 1932, Mann fue uno de los firmantes de una carta a la Liga Internacional de los Derechos Humanos condenando el asesinato del intelectual croata Milan Šufflay el 18 de febrero de 1931. 
Mann se convirtió en persona non grata en la Alemania nazi y se marchó incluso antes del incendio del Reichstag de 1933. Se trasladó a Francia, donde vivió en París y Niza. Durante la ocupación alemana, se dirigió a Marsella, donde fue ayudado por Varian Fry en septiembre de 1940 para escapar a España. Ayudado por Justus Rosenberg, él y su esposa Nelly Kröger, su sobrino Golo Mann, Alma Mahler-Werfel y Franz Werfel cruzaron a pie durante seis horas la frontera de Port Bou. Tras llegar a Portugal, el grupo se alojó en Monte Estoril, en el Grande Hotel D'Itália, entre el 18 de septiembre y el 4 de octubre de 1940. El 4 de octubre de 1940, embarcaron en el S.S. Nea Hellas, rumbo a Nueva York.

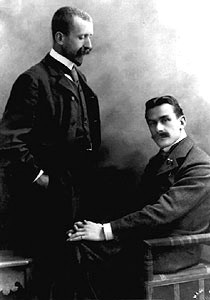
Heinrich Mann con su hermano Thomas Mann, 1902

Luego vivió pobre y enfermo en Los Ángeles, mantenido por su hermano Thomas, que vivía en Pacific Palisades. La relación entre los dos hermanos siempre fue difícil, porque Thomas tenía más éxito, recibió el Premio Nobel de Literatura en 1929, tenía una esposa rica, y los hermanos diferían considerablemente en lo político. Heinrich se definía a sí mismo como un revolucionario socialista, Thomas, quizá precisamente por ello, al menos en sus años mozos, se daba a sí mismo una imagen conservadora. Tampoco apreciaban demasiado los estilos y temas de escritura del otro. Mientras que Heinrich era considerado un mujeriego de los que prefería a las mujeres de clase baja, Thomas valoraba la respetabilidad y despreciaba la constante sucesión de amantes y prostitutas de su hermano, a las que Heinrich describía muy abiertamente en algunas de sus novelas y cuentos, pero al mismo tiempo estaba fascinado por los hombres jóvenes. En 1911, Heinrich había acompañado a su hermano y a su cuñada a Venecia, donde se alojaron en el Grand Hôtel des Bains, en el Lido de Venecia. Allí fue testigo de la obsesión de Thomas por un apuesto muchacho polaco, Władysław (Władzio) Moes. Thomas procesó su experiencia en la novela Muerte en Venecia (1912).
Los nazis quemaron los libros de Heinrich Mann por considerarlos «contrarios al espíritu alemán» durante la la infame quema de libros del 10 de mayo de 1933, instigada por el entonces ministro de propaganda nazi Joseph Goebbels.

## Vida posterior

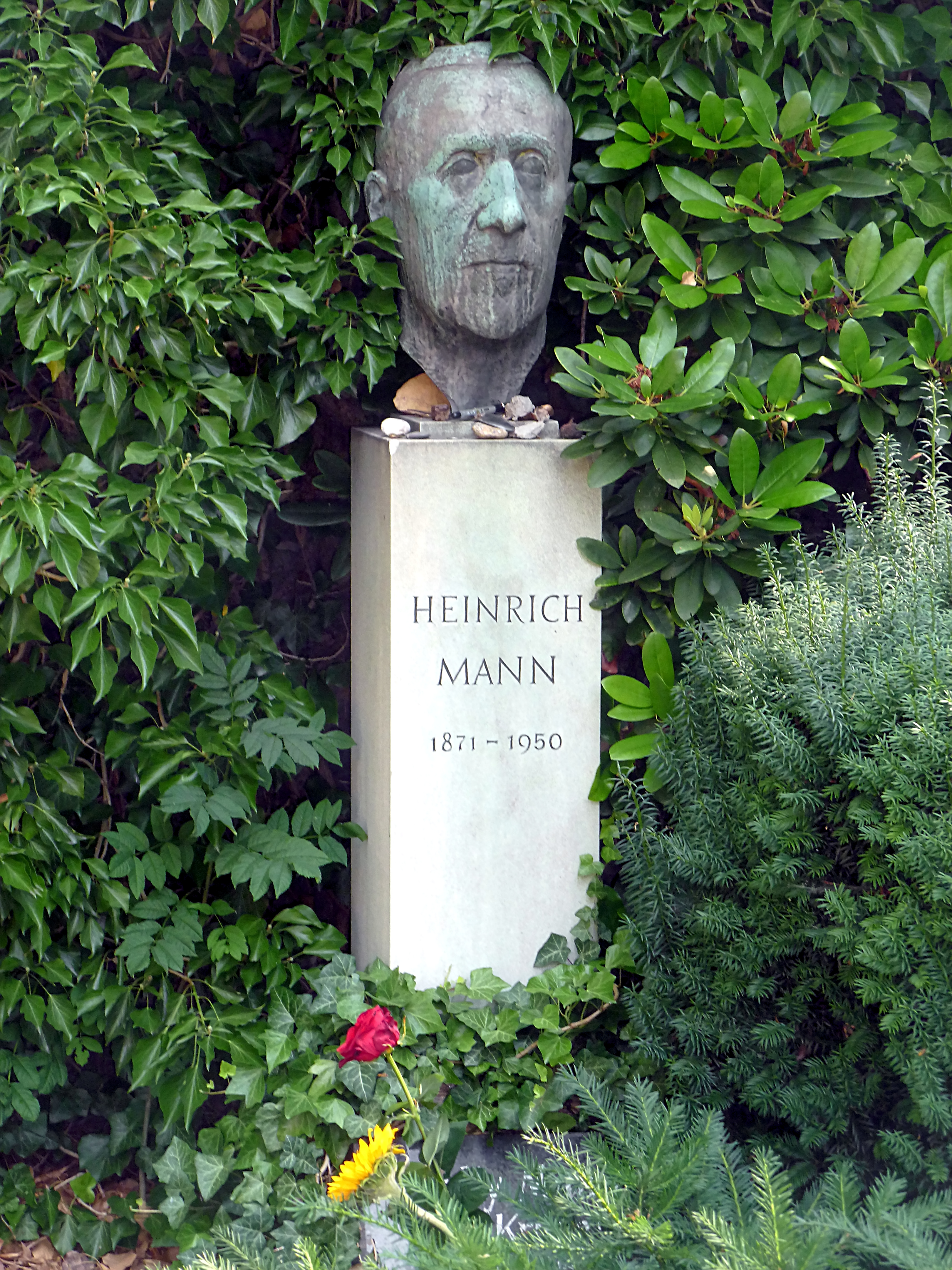
Tumba de Henrich Mann en Berlín

Durante la década de 1930 y más tarde en el exilio estadounidense, la popularidad literaria de Mann decayó. Sin embargo, escribió Die Jugend des Königs Henri Quatre y Die Vollendung des Königs Henri Quatre sobre el rey francés Henry IV como parte de la Exilliteratur. Las dos novelas describen la vida y la importancia del muy controvertido, aunque exitoso y mujeriego rey, que finalmente es asesinado. Esta obra fue aclamada por su hermano Thomas Mann, que habló del «gran esplendor y arte dinámico» de la obra. La trama, basada en la historia moderna temprana de Europa desde una perspectiva francesa, anticipaba el fin de la enemistad franco-alemana, de forma similar a como el rey había intentado poner fin a las guerras de religión.
Su segunda esposa, Nelly Mann (nacida Emmy Johanna Westphal o Nelly Kröger) (1898-1944), , se suicidó en 1944 en Los Ángeles.
Heinrich Mann murió el 11 de marzo de 1950, dieciséis días antes de cumplir 79 años, en Santa Mónica, California, solo y sin mucho dinero, pocos meses antes de trasladarse a Berlín Oriental para ser presidente de la Academia de Artes de Alemania Oriental. Posteriormente, sus cenizas fueron trasladadas a Alemania Oriental e inhumadas en el cementerio de Dorotheenstadt en una gran tumba en su honor.

## Obras principales
- In einer Familie, 1894
- Das Wunderbare, 1897
- Ein Verbrechen, 1898
- Im Schlaraffenland, 1900

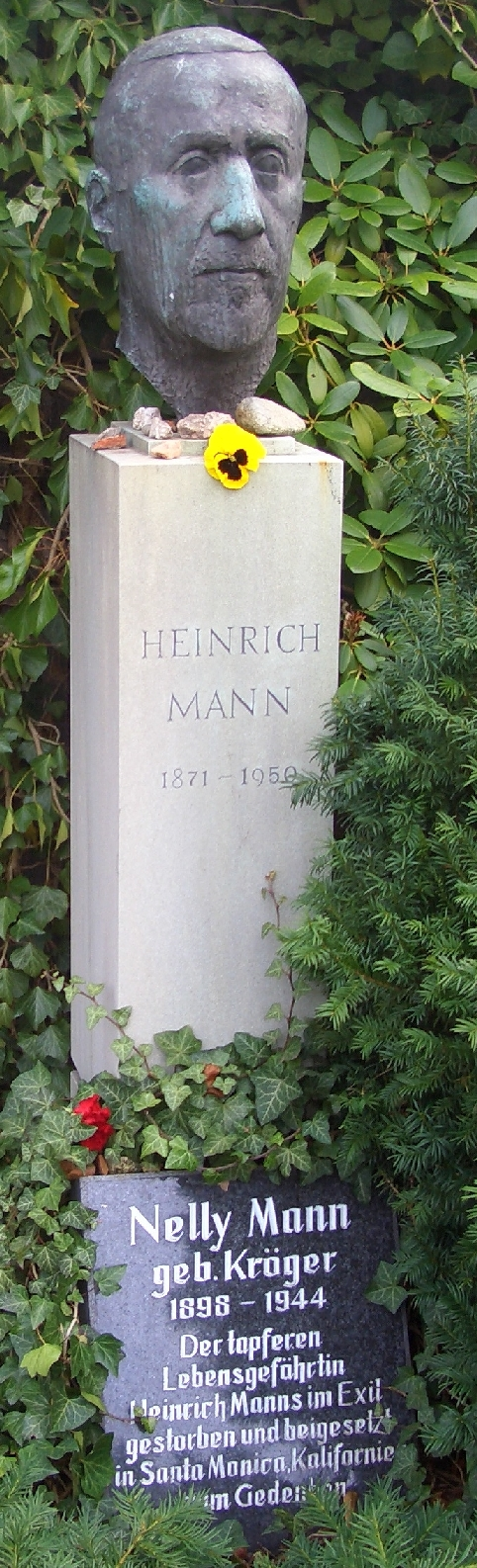
Tumba de Heinrich Mann en Berlín.

- Die Göttinnen oder die drei Romane der Herzogin von Assy, 1902
- Die Jagd nach Liebe, 1903
- Flöten und Dolche, 1904
- Professor Unrat oder das Ende eines Tyrannen, 1905 (nueva edición en 1948: Der blaue Engel)
- Schauspielerin, 1906
- Stürmische Morgen, 1906
- Mnais und Ginerva, 1906
- Zwischen den Rassen, 1907
- Die Bösen, 1908
- Die kleine Stadt, 1909
- Das Herz, 1910
- Variété, 1910
- Die Rückkehr von Hades, 1911
- Die große Liebe, 1912
- Auferstehung, 1913
- Der Untertan 1914 (nueva edición en 1918)
- Die Armen 1917
- Bunte Gesellschaft 1917
- Der Sohn, 1919
- Die Ehrgeizige, 1919
- Die Tote, 1920
- Abrechnungen, 1924
- Der Jüngling, 1924
- Das Kaiserreich 1918-1925
- Kopf, 1925
- Kobes, 1925
- Die Branzilla, 1925
- Liliane und Paul, 1926
- Mutter Marie, 1927
- Eugénie oder die Bürgerzeit, 1928
- Sie sind jung, 1929
- Die große Sache, 1931
- Ein ernstes Leben, 1932
- Die Welt der Herzen, 1932
- Die Jugend des Königs Henri Quatre, 1935
- Die Vollendung des Königs Henri Quatre, 1938
- Lidice, 1943
- Ein Zeitalter wird besichtigt, 1945 (memorias)
- Empfang bei der Welt, 1941 - 1945
- Der Atem, 1946 - 1949

### Obras traducidas al español
- Narraciones escogidas. Ediciones Felmar, La fontana mayor. Trad. y prólogo de Paloma García Serra. 1977. Contiene 5 textos: Una historia de amor, Gretchen, Pippo spano, Kobes y El desconocido